# Острах
Острах (нем. Ostrach) — община в Германии, в земле Баден-Вюртемберг.
Подчиняется административному округу Тюбинген. Входит в состав района Зигмаринген. Население составляет 6714 человек (на 31 декабря 2010 года). Занимает площадь 108,93 км².
Коммуна подразделяется на 9 сельских округов.

## История

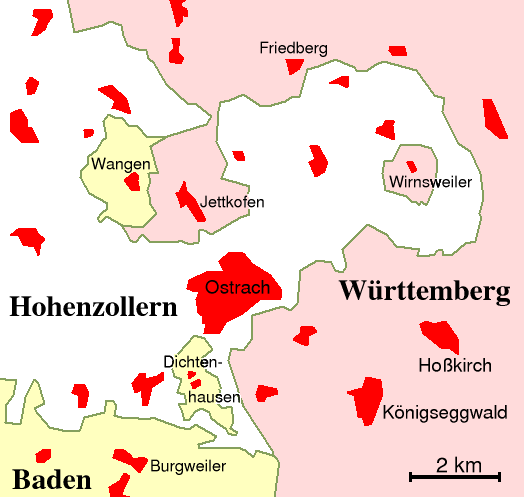
Острах

В военной истории город стал известен после сражения между французами (37000), под начальством генерала Журдана, и австрийцами под началом эрцгерцога Карла (66000), которое произошло близ Остраха 21 марта 1799 года (во время Война второй коалиции) в ходе которой французов вынудили отступить к Штокаху. Несмотря на почти двукратный перевес их сил, эта битва не принесла австрийцам никаких существенных выгод, а их потери незначительно отличались от урона нанесённого противнику.